# نيكولاس نكولو
نيكولاس نكولو (بالفرنسية: Nicolas N'Koulou)‏ (مواليد 27 مارس 1990 في ياوندي - الكاميرون) لاعب كرة قدم كاميروني يلعب حاليا لصالح نادي الدرجة الأولى مرسيليا الفرنسي منذ 2011 في مركز قلب الدفاع .
هدف التعادل الذي سجله في مرمى المنتخب المصري هو أول هدف يستقبله منتخب مصر في نهائي كأس الأمم الأفريقية منذ هدف الإثيوبي واركو مانجستو في نهائي بطولة 1962.

## روابط خارجية
- نيكولاس نكولو على موقع الاتحاد الدولي (مؤرشف)  (الإنجليزية)
- نيكولاس نكولو على موقع الاتحاد الأوربي (الإنجليزية)
- نيكولاس نكولو على موقع رابطة كرة القدم الفرنسية للمحترفين (الإنجليزية)
- نيكولاس نكولو على موقع قاعدة بيانات كرة القدم.إي يو (الإنجليزية)
- نيكولاس نكولو على موقع ليكيب (الفرنسية)
- نيكولاس نكولو على موقع ناشيونال فوتبول تيمز (الإنجليزية)
- نيكولاس نكولو على موقع Soccerbase.com (لاعب) (الإنجليزية)
- نيكولاس نكولو على موقع Soccerway.com (الإنجليزية)
- نيكولاس نكولو على موقع عالم كرة القدم.نت (الإنجليزية)
- نيكولاس نكولو على موقع كووورة